# Rainer Egger (Schauspieler)
Rainer Egger (* 1960 in Innsbruck) ist ein österreichischer Schauspieler.

## Leben
Rainer Egger gab sein Filmdebüt 1982 im Fernsehfilm Phönix an der Ecke von Regisseur Peter Patzak, in der er auch seine erste Hauptrolle spielte. Weitere Hauptrollen hatte er unter anderem 1986 im Kinofilm Paradise Ges.m.b.H. von Nikolaus Leytner sowie 1989 in Schalom, General von Andreas Gruber, für die er 1990 mit dem Preis der SZ-Leserjury im Rahmen des Filmfestival Max Ophüls Preis ausgezeichnet wurde. Weitere wichtige Rollen spielte er 1993 im Kinofilm Halbe Welt von Florian Flicker und 1994 in Hasenjagd – Vor lauter Feigheit gibt es kein Erbarmen, wo er die Rolle des Fredl Karner verkörperte. In der Fernsehserie Die Neue – Eine Frau mit Kaliber war er 1998 in der Rolle des Assistenten Sterntaler im ORF zu sehen. Von 2007 bis 2010 spielte er in sechs Kurzfilmen der Serie Die Leiden des Hr. Karpf (Episodentitel Morbus Bechterew, Der Besuch, Geburtstag, Die Bekanntschaft, Gehirnerschütterung, Steuerausgleich), bei der er zusammen mit Lola Randl auch Regie führte.

## Filmografie (Auswahl)
- 1982: Phönix an der Ecke
- 1983: Kottan ermittelt – Die Enten des Präsidenten
- 1984: Ich oder du
- 1986: Paradise Ges.m.b.H.
- 1988: Wallers letzter Gang
- 1989: Shalom, General
- 1993: Dieses naive Verlangen
- 1993: Halbe Welt
- 1993: Bauernschach
- 1995: Am Morgen danach (Fernsehfilm)
- 1996: Das verletzte Lächeln (Fernsehfilm)
- 1994: Hasenjagd – Vor lauter Feigheit gibt es kein Erbarmen
- 1996: Kommissar Rex – Mörderische Leidenschaft
- 1997: Die Neue – Eine Frau mit Kaliber
- 1997: Die Schuld der Liebe
- 1997: Der Unfisch
- 1998: Die rote Violine
- 2000: Paul Is Dead
- 2000: Die Frau, die einen Mörder liebte (Fernsehfilm)
- 2001: Die Gottesanbeterin
- 2001: Julia – Eine ungewöhnliche Frau – Rufmord
- 2001: Viktor Vogel – Commercial Man
- 2002: Medicopter 117 – Jedes Leben zählt – Rache um jeden Preis
- 2002: Der Bulle von Tölz: Zirkusluft
- 2002: Andreas Hofer – Die Freiheit des Adlers
- 2002: Vollgas
- 2003: D.I.K. – Jagd auf Virus X (Fernsehfilm)
- 2003: Struggle
- 2003: Um Himmels Willen – Belagerungszustand
- 2004: Trautmann – 71 Tage
- 2004: Kommissar Rex – Nina um Mitternacht
- 2004: Welcome Home
- 2004: Die Heilerin (Fernsehfilm)
- 2005: Agathe kann’s nicht lassen – Alles oder nichts
- 2005: SOKO München – Ein Engel stirbt
- 2007: Der Bulle von Tölz: Wiener Brut
- 2008: Der erste Tag (Fernsehfilm)
- 2008: Mutig in die neuen Zeiten: Alles anders
- 2009: Detektiv wider Willen (Fernsehfilm)
- 2009: Kommissar Rex – L’ultima partita / Ein tödliches Match
- 2010: Schnell ermittelt – Viktor Zacharias
- 2010: Lautlose Morde (Fernsehfilm)
- 2010: Heimat zu verkaufen
- 2010: Vielleicht in einem anderen Leben
- 2011: Um Himmels Willen – Reife Leistung
- 2011: Der Kardinal
- 2012: SOKO Wien – Im freien Fall
- 2012: Die Libelle und das Nashorn
- 2013: Vier Frauen und ein Todesfall (Fernsehserie, drei Episoden)
- 2013: Paul Kemp – Alles kein Problem – Toleranz
- 2015: Die Frau in Gold (Woman in Gold)
- 2015: Käthe Kruse
- 2015: SOKO Wien – Trauriger Sonntag
- 2015: Jack
- 2016: Jeder stirbt für sich allein (Alone in Berlin)
- 2016: SOKO Kitzbühel – Gottvater
- 2016: Hannas schlafende Hunde
- 2016: Polizeiruf 110: Wölfe
- 2016: Zero Crash
- 2017: Fühlen Sie sich manchmal ausgebrannt und leer?
- 2017: Life Guidance
- 2018: SOKO Donau – Hexenjagd
- 2018: Meiberger – Im Kopf des Täters (Fernsehserie)
- 2019: Stadtkomödie – Der Fall der Gerti B.
- 2022: Geschichten vom Franz
- 2022: Schächten
- 2022: Vienna Blood – Rendezvous mit dem Tod (Fernsehreihe)
- 2023: Tatort: Was ist das für eine Welt (Fernsehreihe)
- 2023: Neue Geschichten vom Franz
- 2024: Tiefwassertaucher unterm Dach (Fernsehfilm)
- 2025: Mädchen Mädchen
- 2025: Karli & Marie